# Carinata nigra
Carinata nigra är en insektsart som beskrevs av Li och Wang 1992. Carinata nigra ingår i släktet Carinata och familjen dvärgstritar. Inga underarter finns listade i Catalogue of Life.